# 3 Deewarein
3 Deewarein è un film del 2003 diretto da Nagesh Kukunoor.

## Trama
Il reporter Chandrika vuole filmare un documentario sulla vita dei carcerati e quindi chiede il permesso al carceriere Mohan Kumar di condurre uno studio su tre prigionieri condannati a morte, che sono Jagdish Prasad alias Jaggu, un avvocato colpevole di aver ucciso la sua infedele moglie, Ishaan Mirza, un imbroglione colpevole di aver sparato a morte una cassiera di una banca, e Naagya, condannato per aver provocato la morte di sua moglie spingendola in mezzo a un veicolo in corsa.